# Anoplognathus pallidicollis
Anoplognathus pallidicollis es una especie de escarabajo perteneciente al género Anoplognathus, de la familia Scarabaeidae, orden Coleoptera. Fue descrita por Émile Blanchard en 1851. El nombre pallidicollis significa cuello pálido, esto, en alusión a la coloración del pronoto. Suele ser llamado o conocido como escarabajo del anacardo y su nombre fue asignado por Jordan Le Breux.
Los ejemplares adultos suelen ser activos durante el verano, mayormente en la época de Navidad.  A menudo se les identifica como escarabajos navideños.  Generalmente, estos ejemplares son muy activos en la tarde, sin embargo, se sabe que son de hábitos nocturnos y se sienten fuertemente atraídos por las luces.  Han sido reportados cerca de las viviendas.

## Descripción
Mide 18-24 mm de longitud, siendo uno de los ejemplares del género Anoplognathus con mayor tamaño.  Presenta una coloración amarillenta o marrón pálida. Los élitros pigmentados con bandas o manchas. El tórax presenta pelaje denso y largo, el abdomen es plano con pelaje corto. Las patas presentan una tonalidad oscura, generalmente marrón rojizo, además cuentan con garras cubiertas de púas. Las patas delanteras difieren de las demás en cuanto a longitud, esto, posiblemente les permite sujetarse mejor a las ramas u hojas de las plantas. 

## Distribución
La especie se distribuye por Australia, especialmente desde Cairns y Queensland hasta Victoria (en el Mitchell River National Park).